# 폴 B. 톰슨
폴 B. 톰슨(Paul B. Thompson)은 미시간 주립 대학교 명예교수로 2022년에 은퇴하기 전 W.K. 켈로그의 농업 식품 및 지역 사회 윤리 의장이다. 톰슨은 1951년 미주리주 스프링필드에서 태어났다.
에모리 대학교에서 학사학위를 취득하고 뉴욕주립대학교 스토니브룩에서 철학박사 학위를 취득했다. 한때 MSU에 합류하기 전에 텍사스 A&M 대학교와 퍼듀 대학교에서 가르쳤으며, 그곳에서 농업과 식품, 특히 농업 기술 과학의 발전을 다루는 윤리적, 철학적 질문에 대한 연구를 계속하고 있다.
그는 공공철학저널(Public Philosophy Journal)의 편집자문위원회 위원이다.

## 같이 보기
- 미국 철학
- 환경 윤리학